# O Sexo das Bonecas
O Sexo das Bonecas é um filme brasileiro de 1974, com direção de Carlos Imperial. O roteiro é do diretor que adaptou a peça teatral de Fernando Melo, Greta Garbo, quem diria, acabou no Irajá. 

## Sinopse
O jovem ingênuo Renato chega ao Rio de Janeiro, vindo de Cachoeiro de Itapemirim, com o sonho de se formar médico. Sem conhecer ninguém ele vai a uma boate onde é confundido com um garoto de programa por Pedro, enfermeiro homossexual obcecado por Greta Garbo. Na mesma noite os dois vão ao apartamento de Pedro e depois de várias discussões, resolvem morar juntos. Três meses depois, Renato apresenta a namorada Gracinha ao amigo e que não sabe mas Pedro logo percebe tratar-se de uma prostituta.

## Elenco[2]
- Arlete Salles… Gracinha
- Nestor de Montemar… Pedro
- Mário Gomes… Renato
- Aérton Perlingeiro
- Carlos Imperial
- Henriqueta Brieba
- Norma Sueli
- Baby Conceição
- Marza de Oliveira
- Sidney Magal
- Marluce Martins
- Luiz Sérgio

## Produção
Esse foi o primeiro filme da CIPAL a conseguir um financiamento da Embrafilme. Porém , o financiamento era para um filme infantil. Imperial inventou uma sinopse que se enquadrava nos critérios, e chamou de Guerra dos Heróis. Na realidade, produziu uma Pornochanchada. Para enganar a Embrafilme, as claquetes do filme tinham sido preenchidas com o nome "Guerra", em caso de algum fiscal resolvesse inspecionar o set de filmagens. 
A produção do filme foi conturbada, devido aos atritos entre Imperial e Mário Gomes. Inicialmente o filme se chamaria Ele, Ela e Etc mas Imperial o substituiu por O Sexo das Bonecas. Mário Gomes considerou o nome apelativo e o estilo de direção de Imperial anárquico. 
Eram previstos diversos cenários mas, no fim, a produção acabou concentrada a um único (composto por um apartamento), dando ao filme um ar de teleteatro. Imperial dirigiu e produziu o filme, porém decidiu engavetá-lo por um tempo para esperar Gomes se tornar um ator mais famoso. 
O cartaz do filme, produzido por Benício, causou uma grande controvérsia. Ao se ver retratado como um travesti, com maquiagem e enormes cílios postiços, Mário Gomes entrou na justiça alegando danos à sua imagem e conseguiu a apreensão dos cartazes do filme às vésperas do lançamento. Isso enfureceu Imperial, que havia tomado o empréstimo com a Embrafilme e colocado recursos próprios para completar o filme. Reza a lenda que Imperial, enfurecido, criou a estória da cenoura entalada no ânus do ator. Divulgada no jornal Luta Democrática, se tornou uma das maiores lendas urbanas nacionais dos anos 1970. Para incrementar o assunto, foi difundido na época que Gomes se demorou mais do que devia numa cena de beijo gay neste filme. 

## Recepção
Por conta da ação de Mário Gomes, o filme só foi lançado em 28 de junho de 1976. 

### Bilheteria
A bilheteria do filme foi fraca, ficando muito abaixo dos 500 mil espectadores, embora tenha ficado em cartaz até meados de 1978.